# Ladislav Karel Feierabend

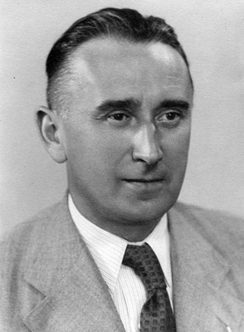
Ladislav Karel Feierabend

Ladislav Karel Feierabend (* 14. Juni 1891 in Adlerkosteletz, Österreich-Ungarn; † 15. August 1969 in Pörtschach, Österreich) war ein tschechoslowakischer Politiker und Justiz-, Landwirtschafts- und Finanzminister der Tschechoslowakei, der tschechischen Regierung im Protektorat Böhmen und Mähren und Minister in der tschechoslowakischen Exilregierung in London.

## Leben
Der Vater Karel Feierabend war ein Hochschullehrer. Nach dem Abitur am klassischen Gymnasium in Königgrätz studierte Ladislav Feierabend Jura an der Karlsuniversität in Prag sowie in Neuchâtel und Oxford und promovierte 1915 zum Dr. Jur. an der Tschechischen Universität in Prag.
Seit 1917 war er Mitarbeiter des tschechischen landwirtschaftlichen Genossenschaftswesens und seit 1930 Generaldirektor der „Einheitszentrale der Wirtschaftsgenossenschaften“ und Vorsitzender der „Prager Produkten-Börse“. 1934 wurde Feierabend zum Präsidenten des Landwirtschaftsverbandes ernannt.
Als Repräsentant der Agrarpartei war Feierabend vom 5. Oktober 1938 bis 15. März 1939 Justizminister und Minister für die Vereinheitlichung der Gesetzgebung und Organisation der Verwaltung in der Regierung Regierung Rudolf Beran I.
Nach dem Einmarsch deutscher Truppen in Prag am 15. März 1939 und Gründung des „Reichsprotektorates Böhmen und Mähren“ mit eigener Regierung lagen Außenpolitik und Verteidigung in deutscher Hand. Feierabend war vom 16. März 1939 bis 26. Februar 1940 in der Protektoratsregierung Landwirtschaftsminister unter den Ministerpräsidenten Regierung Rudolf Beran II und Regierung Alois Eliáš. 1939 kaufte Feierabend das Schloss Miröschau bei Pilsen in Westböhmen.
Als der deutsche Staatssekretär im Protektorat, SS-Gruppenführer Karl Hermann Frank, im Mai 1939 die Protektoratsregierung unter Druck setzte, antijüdische Gesetze nach dem Muster der Nürnberger Gesetze zu erlassen, hielt die Regierung diesem Druck stand und beschloss, ihre Demission einzureichen, falls antijüdische Gesetze eingeführt würden.
Ladislav Feierabend schrieb in seinen Erinnerungen, dass „das Protektorat das einzige Land unter nazistischem Einfluss gewesen ist, das keine antijüdischen Gesetze erlassen hat“.
Als ihm nach der Aufdeckung seiner Rolle im politischen Flügel der Widerstandsbewegung Verhaftung durch die Gestapo drohte, flüchtete Feierabend im Februar 1940 über Ungarn und Jugoslawien nach Frankreich und nach dessen Besetzung weiter nach England. Wegen seiner Rolle im Widerstand und seiner anschließenden Tätigkeit in der Londoner Exilregierung wurden seine im Protektorat verbliebenen Familienangehörigen nach dem am 24. Mai 1942 erfolgten Attentat auf Reinhard Heydrich am 1. Juli 1942 verhaftet und in das Konzentrationslager Theresienstadt deportiert. Von dort wurden die männlichen Familienangehörigen am 11. September 1942 in das KZ Dachau eingeliefert. Der Vater des Ministers, Karel Feierabend war mit 83 Jahren der älteste Insasse des KZ Dachau und starb wenige Tage nach seiner Befreiung. Mit ihm wurden der Bruder des Ministers, Karel Feierabend (1892–1976) und dessen Söhne Karel (1922–1992) und Vladimir (* 1924, seit 1990 Mitglied des Exekutivausschusses des Comité International de Dachau) in Dachau inhaftiert.
Die Frau des Ministers, Hana (1903–1989), und seine Schwägerin Marie (1898–1991) wurden in das Frauenkonzentrationslager Ravensbrück deportiert.
In der tschechoslowakischen Exilregierung Beneš in London war Feierabend vom 22. Juli 1940 bis zum 26. Oktober 1941 Staatsminister ohne Geschäftsbereich und vom 27. Oktober 1941 bis zum 4. April 1945 Finanzminister.
Als solcher führte er im April 1943 in Washington Verhandlungen mit dem amerikanischen Finanzminister Morgenthau und war vom 2. Juli bis zum 22. Juli 1944 Leiter der Tschechoslowakischen Delegation bei der Währungs- und Finanzkonferenz der Vereinten Nationen in Bretton Woods (New Hampshire).
Im Januar 1941 empfahl Feierabend Beneš, die tschechoslowakische Staatsgrenze im Falle einer Niederlage Deutschlands über die historischen Staatsgrenzen hinaus vorzuverlegen, um „strategische Grenzen für den Lebensraum des tschechischen Volkes“ zu haben. Zudem regte er an, das Land ethnisch zu „entmischen“, zu diesem Zweck über eine Million Deutsche auszusiedeln, sowie die übrigen vor eine einzurichtende „ethnographische Sicherheitslinie“ umzusiedeln und ihnen Minderheitenrechte zu versagen.
Im April 1944 regte er darüber hinaus an, eine Million Angehörige der deutschen Minderheit nach Kriegsende als Zwangsarbeiter an die Sowjetunion zu übergeben. Nach der Bildung der neuen Regierung Fierlinger in Košice im befreiten Teil der Tschechoslowakei am 4. April 1945 trat die Exil-Regierung in London zurück.
Nachdem seine Agrarpartei nicht an der neuen Regierung beteiligt war, kehrte Feierabend im Juni 1945 als Privatmann nach Prag zurück, um wieder den Familienbesitz zu bewirtschaften. Nach seiner Ankunft entdeckten Feierabends Angestellte im Garten des Anwesens ein provisorisches Massengrab. Feierabend musste erfahren, dass wenige Wochen zuvor, nach dem Waffenstillstand, im Keller seines Schlosses etwa 200 kriegsgefangene deutsche Soldaten der Waffen-SS und Angehörige der Wlassow-Armee von Partisanen ermordet worden waren (siehe auch Mirošov: Ortsgeschichte).
Nach dem kommunistischen Putsch im Februar 1948 wurde das Vermögen der Familie Feierabend konfisziert und sie aus Prag verbannt. Feierabend ging – diesmal mit der ganzen Familie – wieder ins Exil. Nachdem er der Verhaftung durch die kommunistische Geheimpolizei knapp entkommen war, gelangte er versteckt in einem Boot über die Elbe nach Hamburg. 1948 emigrierte Feierabend erneut nach England und lebte ab 1950 in den USA.
Dort war Feierabend als Autor, Berater, und von 1965 bis 1969 als Sachverständiger bei der Stimme Amerikas tätig. Zudem war er Vorsitzender der Tschechoslowakischen Wissenschafts- und Kunstvereinigung in Washington, D.C.
Sein Sohn Ivo Karel Feierabend (* 1927) war Professor für Politologie an der San Diego State University, seine Tochter Hana bewirtschaftet das nach dem Ende der kommunistischen Herrschaft im Rahmen der Restitution im Jahre 1991 an die Familie zurückgegebene Schloss.

## Autobiografie
- Prag – London vice versa. Erinnerungen. 8 Bände, 1961–68